# Облучение
Облучение — воздействие ионизирующей радиации на биологические объекты.

## Виды облучения
В зависимости от источников излучения
- Внешнее облучение — от наружных источников излучения (космические лучи, воздействие природных или искусственных излучателей).
- Внутреннее — от радиоактивных веществ, попадающих внутрь организма человека с вдыхаемым воздухом, продуктами питания, с водой.

В зависимости от времени действия излучения на объект
- Острое облучение — облучение, длительность которого не превышает нескольких часов, чаще всего составляя минуты.
- Пролонгированное облучение (протрагированное) — облучение, продолжающееся в течение многих дней, месяцев и лет.
- Хроническое облучение — длительное при низкой мощности дозы.

В зависимости от зоны поражения
- Крупнопольное (широкопольное) облучение — облучение злокачественных новообразований, например лимфогранулематоза, большими полями в расчете на одновременное поражение основного очага и диссиминатов опухолевых клеток в регионарные лимфатические узлы.
- Локальное облучение (местное) — облучение отдельных участков (сегментов) тела.
- Общее (тотальное) облучение — облучение всего тела.

## Пострадиационное восстановление
Восстановление от облучения — восстановление исходной структуры или жизнеспособности клетки, ткани, органа, системы органов, организма после облучения.
Восстановление организма после острого лучевого поражения в первом приближении можно свести к пролиферации тканей критических органов (костного мозга и кишечника) за счёт сохранивших жизнеспособность стволовых клеток, благодаря чему восполняется убыль популяции клеток и восстанавливается функциональная полноценность органов и систем. Процессы восстановления в организме животного и человека после облучения протекают с различной скоростью: наивысшей в активно пролиферирующих тканях и минимальной в тканях с низким уровнем пролиферации.
Помимо пролиферации клеточных элементов, в облученной клеточной популяции имеется и другой тип пострадиационного восстановления — репарация (восстановление ДНК) на клеточном уровне.
Модификаторами пострадиационного восстановления могут быть радиопротекторы и радиосенсибилизаторы. Количественные оценки и закономерности восстановления изложены в работах М. Элкинда.